# Псковская улица (Москва)
Пско́вская улица — улица на севере Москвы в районе Лианозово Северо-Восточного административного округа, между Зональной и Череповецкой улицами.

## Происхождение названия
Название перенесено 10 декабря 1982 года с упразднённой Псковской улицы в том же районе (бывшие Проектируемые проезды № 4838 и № 5115), дано по древнему русскому городу Пскову.

## Расположение
Псковская улица начинается от Зональной улицы, проходит на юго-запад, поворачивает на юго-восток, пересекается с проектируемым проездом № 6174 и заканчивается на Череповецкой улице. 

## Учреждения и организации
По нечётной стороне:
- Дом 7, корпус 2 — Школа № 1573, здание 3 (бывший детский сад № 2532);
- Дом 11 — Школа № 1573, здание 1;
- Дом 11, корпус 2 — Диагностический центр № 5, филиал № 5; Детская городская поликлиника № 125, филиал № 5.

По чётной стороне:
- Дом 2, корпус 1 — РЭФ ОДС «Вега» СВАО Лианозово;
- Дом 2, корпус 3 — Центр детского творчества «На Псковской»;
- Дом 6 — Отделение Почты России № 253-И-127253; бильярдный клуб «Массе»;
- Дом 8 — ОМВД Лианозово;
- Дом 10, корпус 2 — Школа № 1573, здание 4 (бывший детский сад № 1351);
- Дом 12, корпус 3 — Школа № 1573, здание 2 (бывший центр образования № 1490).